# Order of the Companions of Honour
Order of the Companions of Honour, är en brittisk orden, instiftad i juni 1917 av kung Georg V av Storbritannien som ett utmärkelsetecken i en grad.
Liksom Brittiska imperieorden är den avsedd som en belöning för särskilt betydelsefulla insatser inom konst, litteratur, musik, vetenskap, politik, industri och religion. Ordens motto är: ”In action faithful and in honour clear”. Ordensband i karmin med gyllene kanter. Utdelas i starkt begränsat antal och är tillgänglig för både män och kvinnor.

## Levande medlemmar
- Härskare
  -  Charles III
- Medlemmar
  1.  Norman Tebbit (267) (1987)
  2.  Kenneth Baker, Baron Baker of Dorking (270) (1992)
  3.  Tom King, Baron King of Bridgwater (278) (1992)
  4.  Janet Baker (282) (1993)
  5.  David Owen (287) (1994)
  6.  David Attenborough (289) (1995)
  7.  Douglas Hurd (291) (1995)
  8.  David Hockney (294) (1997)
  9.  Michael Heseltine (296) (1997)
  10.  Chris Patten (297) (1998)
  11.  John Major (299) (1998)
  12.  Bridget Riley (300) (1998)
  13.  John de Chastelain (305) (1999)
  14.  Dan McKenzie (317) (2003)
  15.  David Hannay (318) (2003)
  16.  Judi Dench (320) (2005)
  17.  Ian McKellen (321) (2007)
  18.  Michael Howard (323) (2011)
  19.  George Young (324) (2012)
  20.  Sebastian Coe (325) (2012)
  21.  Peter Higgs (326) (2012)
  22.  Thomas Galbraith, 2:e baron Strathclyde (327) (2013)
  23.  Menzies Campbell (328) (2013)
  24.  Nicholas Serota (329) (2013)
  25.  Onora O'Neill (331) (2013)
  26.  Maggie Smith (332) (2014)
  27.  Kenneth Clarke (333) (2014)
  28.  Mary Peters (336) (2015)
  29.  Harry Woolf, baron Woolf (339) (2015)
  30.  Roy Strong (341) (2016)
  31.  Robert Smith, baron Smith of Kelvin (343) (2016)
  32.  Valerie Amos (344) (2016)
  33.  George Osborne (345) (2016)
  34.  Richard Eyre (347) (2016)
  35.  Evelyn Glennie (348) (2016)
  36.  Alec Jeffreys (349) (2016)
  37.  Mark Elder (353) (2017)
  38.  Paul McCartney (355) (2017)
  39.  J.K. Rowling (356) (2017)
  40.  Stephanie Shirley (357) (2017)
  41.  Delia Smith (358) (2017)
  42.  Nicholas Stern (359) (2017)
  43.  Melvyn Bragg (361) (2017)
  44.  Antonia Fraser (362) (2017)
  45.  Margaret MacMillan (363) (2017)
  46.  Richard Henderson (364) (2018)
  47.  Kiri Te Kanawa (365) (2018)
  48.  Margaret Atwood (366) (2018)
  49.  Patrick McLoughlin (367) (2019)
  50.  Elton John (368) (2019)
  51.  Keith Thomas (369) (2019)
  52.  Paul Smith (370) (2020)
  53.  David Chipperfield (371) (2020)
  54.  Paul Nurse (372) (2021)
  55.  Frank Field (373) (2021)
  56.  Quentin Blake (374) (2022)
  57.  Salman Rushdie (375) (2022)
  58.  Marina Warner (376) (2022)
  59.  Michael Marmot (377) (2022) (Förste utnämnd av Charles III)
  60.  Bill Cash (378) (2023)
  61.  John Bell (379) (2023)
  62.  Ian McEwan (380) (2023)
  63.  Anna Wintour (381) (2023)
  64.  Shirley Bassey (382) (2023)[3]
  65. Vakant

- Hedersmedlem
  1.  Amartya Sen (261) (2000)

## Avlidna medlemmar
Personer med artiklar på svenskspråkiga Wikipedia

- Jan Smuts (1917)
- Maud Petty-Fitzmaurice (1917)
- Harry Levy-Lawson, 1:e viscount Burnham (1917)
- Walter Layton (1918)
- George Nicoll Barnes (1920)
- John Clifford (1921)
- Arthur Headlam (1921)
- Henry Jones (1922)
- Henry Newbolt (1922)
- Hall Caine (1922)
- Winston Churchill (1922)
- Stanley Bruce (1927)
- John Scott Haldane (1928)
- Lilian Baylis (1929)
- Frederick Delius (1929)
- Bramwell Booth (1929)
- Helena Swanwick (1931)
- John Buchan (1932)
- Laurence Binyon (1932)
- Annie Horniman (1933)
- Joseph Lyons (1936)
- C.T.R. Wilson (1937)
- Nancy Astor (1937)
- George Peabody Gooch (1939)
- James Louis Garvin (1941)
- William Morris Hughes (1941)
- Albert Victor Alexander (1941)
- Henry Wood (1944)
- Clement Attlee (1945)
- Harry Crerar (1945)
- Leo Amery (1945)
- Ernest Brown (1945)
- Hastings Ismay (1945)
- Archibald V. Hill (1946)
- Margaret Bondfield (1948)
- Vita Sackville-West (1948)
- Walter de la Mare (1948)
- Lord David Cecil (1949)
- Stafford Cripps (1951)
- Robert Menzies (1951)
- Herbert Morrison (1951)
- E.M. Forster (1953)
- Benjamin Britten (1953)
- Frederick Lindemann (1953)
- Richard Austen Butler (1954)
- W. Somerset Maugham (1954)
- Henry Moore (1955)
- Robert Cecil, 1:e viscount Cecil av Chelwood (1956)
- Edward Gordon Craig (1956)
- Arnold J. Toynbee (1956)
- Nuri as-Sa'id (1956)
- Thomas Beecham (1957)
- William Richard Morris (1958)
- Osbert Sitwell (1958)
- John Beazley (1959)
- Kenneth Clark (1959)
- Selwyn Lloyd (1962)
- Keith Holyoake (1963)
- Paul-Henri Spaak (1963)
- Ivor Armstrong Richards (1964)
- Patrick M.S. Blackett (1965)
- Graham Greene (1966)
- Lawrence Bragg (1967)
- Harold Holt (1967)
- John Boyd Orr, 1:e baron Boyd-Orr (1968)
- Lionel Robbins (1968)
- Patrick Gordon Walker (1968)
- Adrian Boult (1969)
- Michael Stewart (1969)
- John Barbirolli (1969)
- Eric Williams (1969)
- James Chadwick (1970)
- Alan Patrick Herbert (1970)
- Lee Kuan Yew (1970)
- Frederick Ashton (1970)
- Sybil Thorndike (1970)
- Maurice Bowra (1971)
- Charles Best (1971)
- Arthur Bliss (1971)
- Joseph Luns (1971)
- William McMahon (1972)
- Peter Medawar (1972)
- Jean Monnet (1972)
- Duncan Sandys (1973)
- Bernard Leach (1973)
- Max Perutz (1975)
- John Diefenbaker (1976)
- F.R. Leavis (1976)
- Malcolm Fraser (1977)
- John Gielgud (1977)
- Robert Muldoon (1977)
- Barbara Wootton (1977)
- Michael Somare (1978)
- Denis Healey (1979)
- Michael Tippett (1979)
- Victor Pasmore (1980)
- Frederick Sanger (1981)
- Ninette de Valois (1981)
- Karl Popper (1982)
- Peter Carington, 6:e baron Carrington (1983)
- Lucian Freud (1983)
- Steven Runciman (1983)
- Friedrich von Hayek (1984)
- Pierre Trudeau (1984)
- Philip Larkin (1985)
- Rodney R. Porter (1985)
- Sydney Brenner (1987)
- Anthony Powell (1987)
- Stephen Hawking (1989)
- David Lange (1989)
- Joseph Needham (1992)
- Elsie Widdowson (1993)
- Alec Guinness (1994)
- César Milstein (1994)
- Nevill F. Mott (1995)
- Richard Doll (1995)
- Geoffrey Howe (1996)
- Eric Hobsbawm (1997)
- Peter Brook (1998)
- Richard Hamilton (1999)
- Doris Lessing (1999)
- Harrison Birtwistle (2000)
- Paul Scofield (2000)
- Colin Davis (2001)
- Bernard Haitink (2002)
- Harold Pinter (2002)
- Michael Howard (2002)
- James Lovelock (2002)
- Charles Mackerras (2003)
- Anthony Pawson (2006)
- Richard Rogers (2008)
- Peter Maxwell Davies (2013)
- Paddy Ashdown (2015)
- Neville Marriner (2015)
- Vera Lynn (2016)
- Roger Bannister (2016)
- Terence Conran (2017)
- Beryl Grey (2017)
- Mary Quant (2022)[4]